# Stünzi Söhne Seidenwebereien

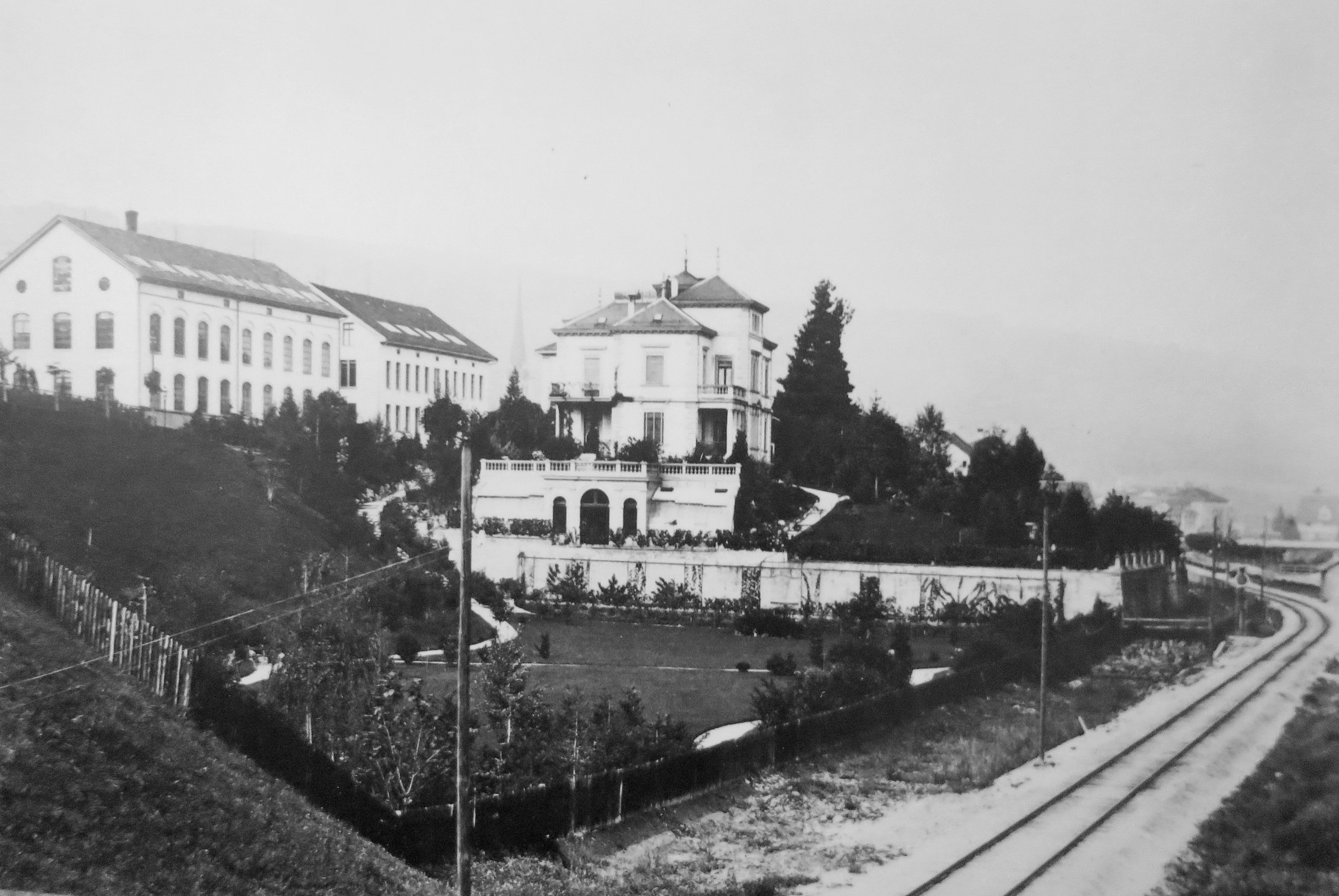
Fabrikgebäude, Villa und Park Stünzi in Horgen 1886

Stünzi Söhne wurde 1838 in Horgen (Kanton Zürich, Schweiz) gegründet. Die Firma entwickelte sich in der Blütezeit der schweizerischen Seidenindustrie (bis 1929) zu einer international tätigen Gruppe.

## Vorgeschichte «Klein-Lyon»

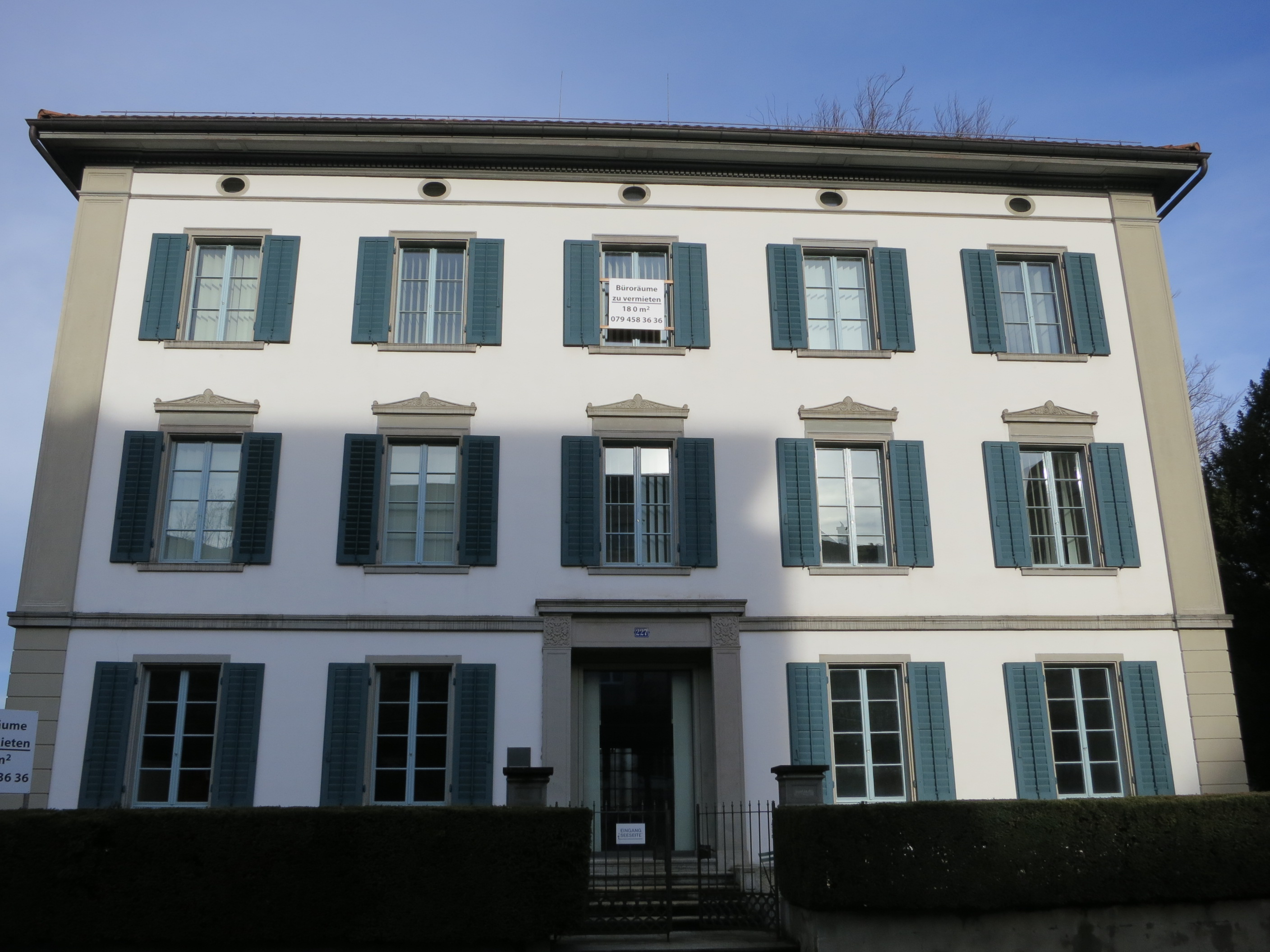
Villa Thalhof, Baujahr 1851

Im 14. Jahrhundert gab es im Kanton Zürich bereits Anfänge einer Seidenindustrie, die im 17. Jahrhundert mit David & Heinrich Werdmüller einen ersten Aufschwung und von 1840 bis 1900 zur wichtigsten verarbeitenden Industrie des Kantons wurde. In den 1850er und 1860er Jahren war sie der weltweit zweitgrösste Seidenstoffproduzent. Ihre Spezialitäten waren schwarzer Taft und Beuteltücher zum Mehl sieben.
Insbesondere linken Zürichseeufer bahnte die aufstrebende Baumwollspinnerei und -weberei den Weg für die Seidenfabrikation, die im 19. Jahrhundert im Horgen bedeutsam wurde. 1825 begannen die beiden Firmen Stapfer, Hüni & Cie und Abegg & Staub mit der Seidenfabrikation. Es folgten 1828 Höhn & Baumann, 1835 Stünzi Söhne, 1839 Baumann & Streuli und 1846 Höhn & Stäubli. Horgen zählte 1847 zehn Seidenfabrikationsgeschäfte und 1870 arbeiteten weit über tausend Dorfbewohner für die Seidenindustrie. Ende des 19. Jahrhunderts wurde Horgen «Klein-Lyon» genannt. Dessen Hauptabsatzmarkt waren die Vereinigten Staaten, die von 1878 bis 1898 in Horgen ein Konsulat unterhielten.
Die für die Seidenindustrie arbeitende vielfältige Textilmaschinenindustrie und die Zuliefer wurden immer stärker und überholten diese Anfang des 20. Jahrhunderts. In Horgen sind das unter anderen die Unternehmen Abegg, Grob, Schweiter, Stäubli und Vollenweider.

## Geschichte

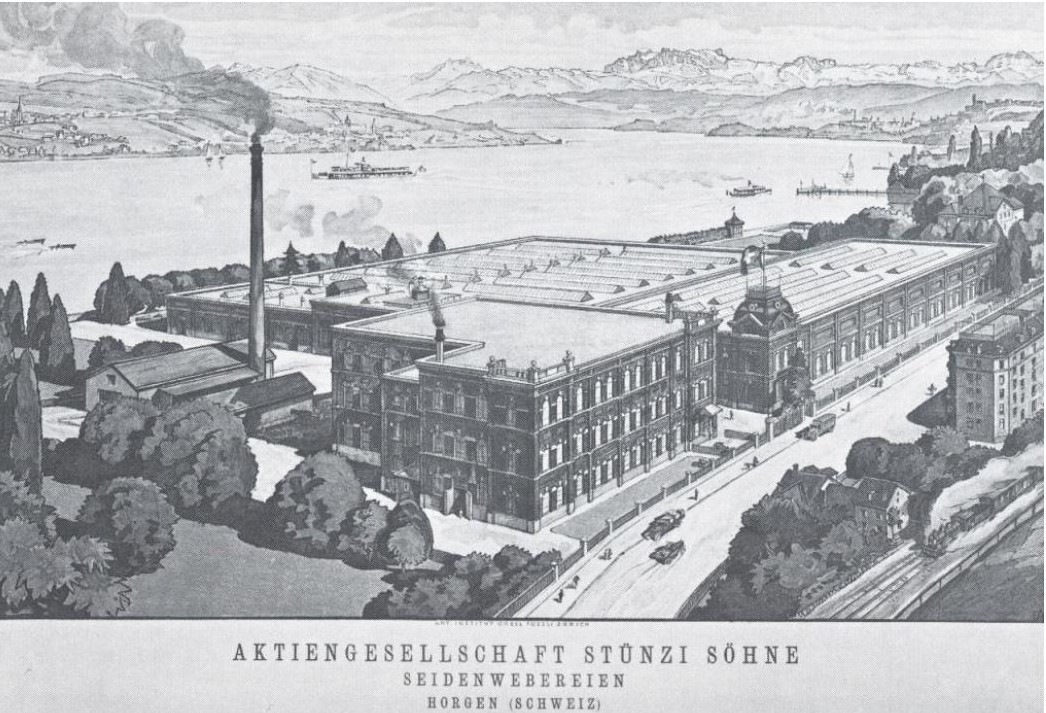
Seidenweberei in Wollishofen, 1890

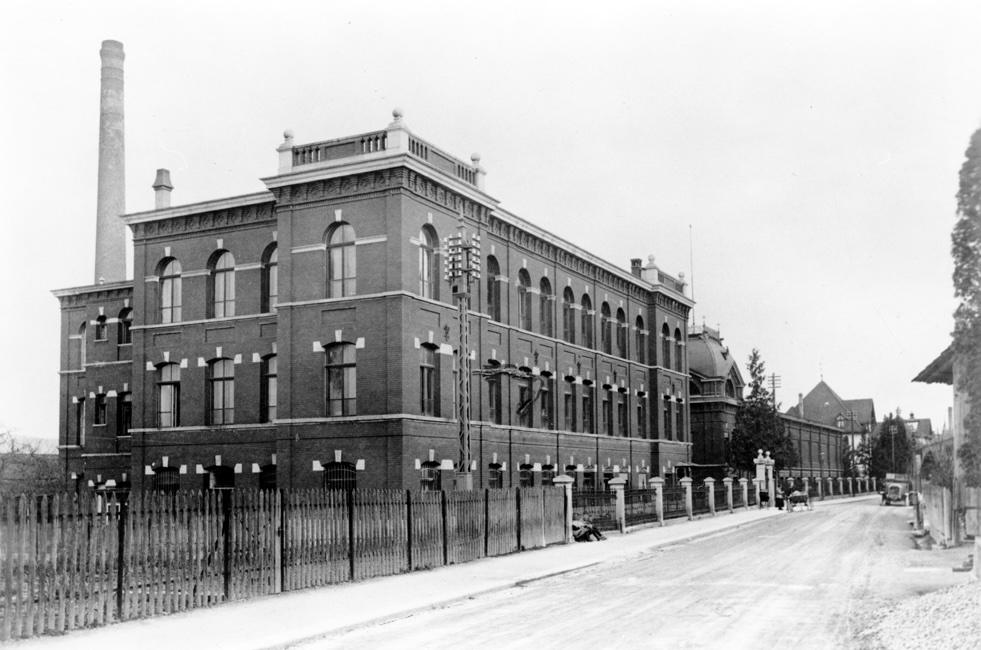
Seidenweberei Stünzi in Wollishofen,
um 1930

Die Brüder Johannes (1813–1888) und Gottlieb Stünzi (1820–1875) begannen 1838 in ihrem Heimwesen auf der «Risi» in Horgen mit der Fabrikation von Seidenstoffen auf Handwebstühlen. 1851 liessen sie im «Thalhof» in Horgen ein eigenes Geschäfts- und Wohnhaus bauen. Die Firma Stünzi & Söhne liess auf über 2000 Handwebstühlen in Heimarbeit Seidenstoffe in den Kantonen Zürich, Zug und Schwyz fertigen und hatte dort eigene Ferggereien. Die fertigen Gewebe wurden hauptsächlich nach England exportiert.
Ab 1875 stellten die Brüder Stünzi für die Herstellung von Geweben auf mechanischen Seidenwebstühle um. In dem ab 1880 gebauten vierstöckigen Fabrikgebäude mit Gewerbehaus nahmen sie 1882 den mechanischen Betrieb auf. 1885 wurde die Villa Stünzi mit Parkanlage neben dem Thalhof und gegenüber den Fabrikgebäuden gebaut. 1888 folgte eine Erweiterung der Fabrik mit einem Shedbau.
Die Söhne von Johannes Stünzi, Hans Stünzi (1851–1908) und Wilhelm Stünzi (1858–1914), sowie der Sohn Gottlieb Stünzis, Alfred Stünzi, hatten eine Ausbildung im In- und Ausland absolviert und begannen im Betrieb mitzuarbeiten. Nach dem Tode der beiden Gründer und von Alfred Stünzi wurde die Geschäftsleitung von Hans und Wilhelm Stünzi übernommen. 1893 wurde eine Seidenweberei in Lachen (Kanton Schwyz) eröffnet.

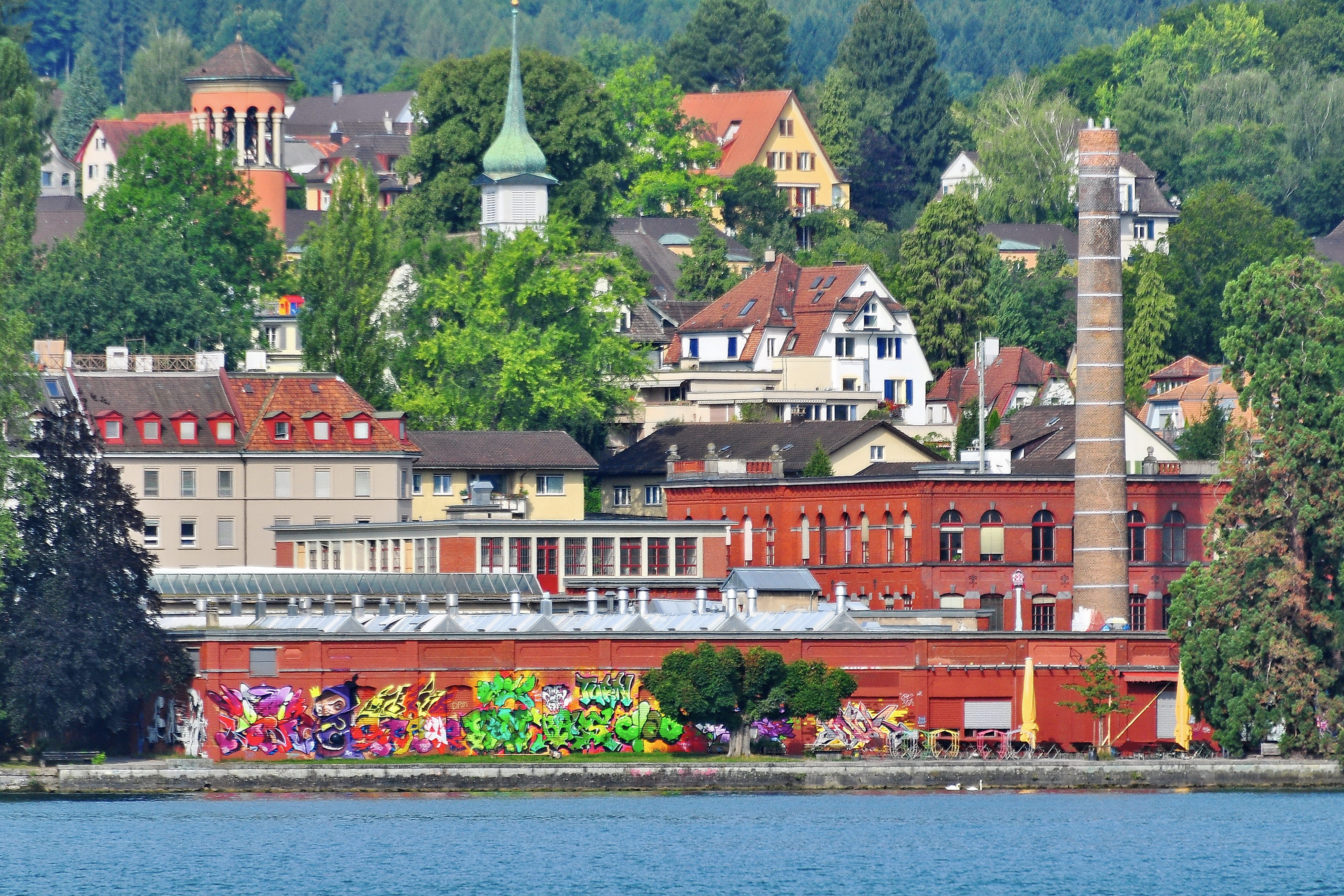
Seit 1980 Nutzung als Kulturzentrum Rote Fabrik, Zürich-Wollishofen

1899 wurde die Firma unter der Bezeichnung «Aktiengesellschaft der Seidenwebereien vormals Stünzi Söhne» in eine Aktiengesellschaft umgewandelt. Im gleichen Jahr wurde die Rote Fabrik in Zürich-Wollishofen gekauft.
Um der Schutzzollpolitik begegnen zu können, wurden eigene Fabrikationsstätten in Frankreich und Amerika errichtet: 1902 wurde die Seidenweberei in Faverges (Hochsavoyen) gekauft und 1912 eine Betriebsstätte in Amerika (Pennsylvanien) eröffnet (zuerst in Reading, später in Ephrata). Verkaufsbüros entstanden in Lyon, Paris, London, New York und Buenos Aires.
In der Zwischenzeit waren die Söhne von Hans Stünzi, Hans (1889–1925) und Walter in die Geschäftsleitung eingetreten. Nach dem Tode seines Onkels Wilhelm und seines Bruders Hans wurde Walter Stünzi (1891–1975), als Vertreter der dritten Generation, alleiniger Träger der Firma.
In den 1920er Jahren waren die Hauptabsatzgebiete England, Amerika und Frankreich. 1926 wurden die Unternehmungen in eine Holdinggesellschaft unter dem Namen Aktiengesellschaft für Seidenindustrie mit Sitz in Glarus umgewandelt.
Die Depression der 1930er führte zum allmählichen Niedergang der Firma. Im Dezember 1987 wurden die Fabrikgebäude der ehemaligen Seidenweberei Stünzi in Horgen gesprengt und auf dem Gelände zwischen See- und Neudorfstrasse entstand eine Wohnüberbauung mit rund 50 Wohnungen.
1975 starb Walter Stünzi und 1993 wurde die Firma liquidiert. Die beiden Villen sind als Zeugen der Industriegeschichte erhalten geblieben und stehen unter Denkmalschutz.
Die Archivbestände der Firma Stünzi Söhne AG wurden vom Schweizerischen Nationalmuseum aufgearbeitet.